# PL/SQL
PL/SQL (Procedural Language / Structured Query Language) — язык программирования, процедурное расширение языка SQL, разработанное корпорацией Oracle. Базируется на языке Ада. 
PL/SQL встроен в следующие СУБД: Oracle Database (начиная с версии 7), TimesTen (с версии 11.2.1) и IBM DB2 (с версии 9.7). Также PL/SQL используется как встроенный язык для средства быстрой разработки Oracle Forms, инструмента разработки отчётов Oracle Reports и в Oracle Application Express.

## Функциональность
PL/SQL даёт возможность использовать переменные, операторы, массивы, курсоры и исключения. Начиная с версии 8 доступна и объектно-ориентированная модель.
Стандартный SQL является специализированным декларативным языком программирования. На язык наложены определённые ограничения, такие как, например, отсутствие прямой поддержки циклов. PL/SQL же, как полный по Тьюрингу язык, позволяет разработчикам обрабатывать данные в реляционной базе, используя императивный стиль программирования. Операторы SQL могут быть легко вызваны непосредственно из PL/SQL-процедуры, функции или триггера (иногда с некоторыми ограничениями).

## Базовая структура кода
Программа на PL/SQL состоит из блоков (анонимных или поименованных). Блок может содержать вложенные блоки, называемые иногда подблоками. Общая форма PL/SQL-блока:
```
DECLARE

-- Описания блока, переменные, типы, курсоры и т. п. (опционально)

BEGIN

-- Непосредственно код программы

EXCEPTION

-- Обработка исключений (опционально)

END
;

/* Многострочные

комментарии… */

-- Однострочный комментарий

```

Язык PL/SQL позволяет определять следующие типы именованных блоков:
- процедуры;
- функции;
- объекты;
- пакеты.

Все они могут быть скомпилированы и сохранены как объекты базы данных в некоторой её схеме. Все именованные блоки кода, кроме пакетов, не хранят внутреннее состояние от вызова к вызову.
Пакеты обеспечивают модульность для больших проектов, позволяя сгруппировать наборы именованных блоков кода, кроме того, в пакетах возможно хранение состояния на время жизни сессии базы данных, доступное для функций и процедур, входящих в пакет. Пакеты в PL/SQL содержат спецификацию и тело. Спецификация пакета может содержать определение констант, переменных, типов данных, объявление процедур и функций. Тело пакета определяет объявленные в спецификации процедуры и функции, а также может содержать блок кода инициализации пакета, определения внутренних констант, переменных, типов данных, процедур и функций. Все компоненты пакета, объявленные в его спецификации, могут быть доступны для использования извне пакета, в то время как тело пакета инкапсулирует реализацию этих компонентов, и извне недоступно. Тело и спецификация пакета могут модифицироваться, компилироваться и сохраняться независимо друг от друга.

### Типы данных
Язык PL/SQL поддерживает следующие категории типов:
- встроенные типы данных, включая коллекции и записи;
  - скалярные;
  - составные;
  - ссылочные;
  - LOB-типы;
- объектные типы данных.

### Операторы управления
- операторы выбора:

```
IF
 
-
 
THEN
 
-
 
END
 
IF
;

IF
 
-
 
THEN
 
-
 
ELSE
 
-
 
END
 
IF
;

IF
 
-
 
THEN
 
-
 
ELSIF
 
-
 
END
 
IF
;

IF
 
-
 
THEN
 
-
 
ELSIF
 
-
 
ELSE
 
-
 
END
 
IF
;

CASE
 
-
 
WHEN
 
-
 
THEN
 
-
 
END
;

CASE
 
-
 
WHEN
 
-
 
THEN
 
-
 
ELSE
 
-
 
END
;

```

- операторы цикла:

```
LOOP
 
-
 
END
 
LOOP
;

WHILE
 
-
 
LOOP
 
-
 
END
 
LOOP
;

FOR
 
-
 
LOOP
 
-
 
END
 
LOOP
;

CONTINUE
;

EXIT
;

EXIT
 
WHEN
;

```

- операторы безусловного перехода:

```
GOTO
;

NULL
;

<<
labels
>>

```

## Пример программы
Программа, выводящая в консоли SQL*Plus строчку «Hello, World!» с использованием инициализированной переменной.
```
set
 
serveroutput
 
on

declare

    
hello
 
varchar2
(
50
)
 
:
=
 
'Hello, world!'
;

begin

    
dbms_output
.
put_line
(
hello
);

end
;

```

## Работа с базой данных

### Статический SQL
В PL/SQL допускается включать готовые SQL-выражения непосредственно в код. В таком случае проверка выражения на корректность осуществляется уже при компиляции кода. Так, например, если используемая в запросе таблица не существует, то ошибка будет выдана уже на этапе компиляции.

#### Запрос одной строки из базы данных
Используется SQL-выражение SELECT, дополненное предложением INTO, в котором указываются переменные, куда запишутся запрошенные данные. Количество и тип этих переменных должны соответствовать количеству (до версии Oracle 9 включительно переменных могло быть больше) и типу полей (хотя при определённых несоответствиях типов может произойти их неявное приведение).
В случае, если запрос вернул нулевое число строк, выбрасывается исключение NO_DATA_FOUND. В случае, если строк больше, чем одна, выбрасывается исключение TOO_MANY_ROWS. Эти исключения, вообще говоря, следует обрабатывать в соответствующей части блока за исключением случаев, когда предполагается, что они не могут быть выброшены. Например, при запросе данных из таблицы по их первичному ключу обработчик исключения TOO_MANY_ROWS не нужен. Также в случае использования агрегированных функций, например MAX() или MIN() - исключение NO_DATA_FOUND не будет сгенерировано, а переменная получит в качестве результата NULL
```
DECLARE

    
empname
   
VARCHAR2
(
200
);

BEGIN

    
SELECT
 
ename
 

        
INTO
 
empname
        

        
FROM
 
scott
.
emp

        
WHERE
 
empno
 
=
 
7439
;

EXCEPTION

    
WHEN
 
NO_DATA_FOUND
 
THEN

        
DBMS_OUTPUT
.
put_line
(
'No records found!'
);

    
WHEN
 
TOO_MANY_ROWS
 
THEN

        
DBMS_OUTPUT
.
put_line
(
'Found more than one string!'
);

END
;

```

#### Запрос нескольких строк из базы данных
Для последовательного считывания нескольких строк можно использовать курсоры PL/SQL. Под курсором подразумевается указатель на очередную строку в результатах запроса. Открытие и закрытие курсора осуществляется операторами OPEN и CLOSE. Считывание значений, на которые указывает курсор, и его перевод на следующую строку осуществляется оператором FETCH.
Считывание данных из запроса оформляется как цикл. Когда курсор дойдёт до конца результатов запроса, очередной вызов оператора FETCH не считает новых данных, а атрибут <имя_курсора>%NOTFOUND принимает значение TRUE. Это событие используется для прерывания работы цикла.
Обработчиков исключений в этом случае не требуется, если данные не будут найдены, то цикл не будет выполнен ни разу.
```
DECLARE

    
empname
 
VARCHAR2
(
200
);

    
CURSOR
 
c1
 
IS

        
SELECT
 
ename

            
FROM
 
scott
.
emp
;

BEGIN

    
OPEN
 
c1
;

        
LOOP

            
FETCH
 
c1
 
INTO
 
empname
;

            
EXIT
 
WHEN
 
c1
%
NOTFOUND
;

            
-- работа со значением empname

        
END
 
LOOP
;

    
CLOSE
 
c1
;

END
;

```

#### Использование указателей на курсоры
Для большей гибкости удобно вместо курсора использовать указатель на курсор с разными курсорами. В таком случае курсор с запросом определяются неявно при вызове операции OPEN для указателя на курсор с помощью предложения FOR. Один указатель на курсор можно использовать со многими курсорами и, соответственно, со многими запросами.
```
DECLARE

    
TYPE
 
GenericCursor
 
IS
 
REF
 
CURSOR
;

    
с
1
 
GenericCursor
;

    
empname
 
VARCHAR2
(
200
);

BEGIN

    
OPEN
 
c1
 
FOR
 
SELECT
 
ename
 
FROM
 
scott
.
emp
;

        
LOOP

            
FETCH
 
c1
 
INTO
 
empname
;

            
EXIT
 
WHEN
 
c1
%
NOTFOUND
;

            
-- работа со значением empname

        
END
 
LOOP
;

    
CLOSE
 
c1
;

END
;

```

#### Использование связанных переменных
Как при использовании курсоров, так и при использовании указателей на курсоры рекомендуется при формировании запросов не включать туда конкретные константы (кроме тех случаев, когда эти константы действительно будут сохраняться во всех подобных запросах). Связано это с тем, что при последовательном выполнении двух запросов, отличающихся только константой (например, SELECT ename FROM employees WHERE id = 20 и SELECT ename FROM employees WHERE id = 21), СУБД производит разбор каждого запроса отдельно, хотя на самом деле план выполнения у таких запросов общий. Такие повторные разборы могут существенно снизить производительность приложения.
Для предотвращения лишних разборов используется техника связанных переменных (англ. bind variables), то есть переменных непосредственно в теле запроса, значения которых подставляются только при открытии курсора для запроса. Связанные переменные обозначаются именем, предварённым символом двоеточия. При открытии курсора значения переменных указываются с помощью предложения USING. При первом выполнении участка кода, использующего технику связанных переменных, запрос будет разобран в СУБД, для него будет создан план выполнения (это будет происходить сравнительно долго); при последующих выполнениях будет использоваться уже созданный план выполнения, и запрос будет быстро возвращать значения.
Пример функции со связанными переменными:
```
FUNCTION
 
get_employee_name
 
(
empid
 
INTEGER
,
 
empcity
 
VARCHAR2
)
 
RETURN
 
VARCHAR2
 
IS

    
TYPE
 
GenericCursor
 
IS
 
REF
 
CURSOR
;

    
c1
 
GenericCursor
;

    
empname
 
VARCHAR2
(
200
);

BEGIN

    
OPEN
 
c1
 
FOR
 
'SELECT ename FROM employees WHERE id = :id AND city = :city'
 
USING
 
empid
,
 
empcity
;

        
-- цикл не используется, так как запрос вернёт не более одной строки

        
FETCH
 
c1
 
INTO
 
empname
;

    
CLOSE
 
c1
;

    
RETURN
 
empname
;

END
 
get_employee_name
;

```

#### Неявное определение курсора в цикле
Иногда вместо того, чтобы объявлять курсор или указатель на него, удобно воспользоваться неявным определением курсора и неявным определением переменной типа запись (RECORD):
```
DECLARE

BEGIN

    
FOR
 
rec
 
IN
 
(
SELECT
 
id
,
 
ename
,
 
1
 
AS
 
value
 
FROM
 
employees
)
 
LOOP

        
dbms_output
.
put_line
(
rec
.
id
 
||
 
': '
 
||
 
rec
.
ename
);

    
END
 
LOOP
;

END
;

```

#### Пакетный запрос многих строк
При запросе большого числа строк можно увеличить производительность, если вместо поочерёдного зачитывания строк результата, зачитать их всех сразу, значительно снизив тем самым количество переключений контекста от PL/SQL к SQL и обратно. Для пакетного чтения необходимо снабдить оператор FETCH инструкцией BULK COLLECT. Данные при этом должны записываться не в переменные, а в ассоциативные коллекции:
```
DECLARE

    
TYPE
 
GenericCursor
 
IS
 
REF
 
CURSOR
;

    
c1
 
GenericCursor
;

    
TYPE
 
VarcharTable
 
IS
 
TABLE
 
OF
 
VARCHAR2
(
200
)
 
INDEX
 
BY
 
BINARY_INTEGER
;

    
-- объявили тип данных "Таблица строк", элементы которой нумеруются числами

    
empnames
 
VarcharTable
;

    
-- объявили переменную созданного типа

BEGIN

    
OPEN
 
c1
 
FOR
 
SELECT
 
ename
 
FROM
 
employees
;

        
FETCH
 
c1
 
BULK
 
COLLECT
 
INTO
 
empnames
;

    
CLOSE
 
c1
;

END
;

```

Пакетный запрос многих значений

Также можно запросить много значений и поместить их в заранее подготовленную коллекцию (или несколько коллекций). Для этого у нас должен быть объявлен соответствующий тип коллекции, например коллекция строк: 
```
create
 
or
 
replace
 
type
 
t_str_coll
 
as
 
table
 
of
 
varchar2
(
2000
 
char
);

```

Тогда, мы можем поместить все ename из таблички employees в нашу коллекцию таким образом:
```
DECLARE

  
l_str_coll
 
t_str_coll
;

BEGIN

  
SELECT
 
t
.
ename

    
BULK
 
COLLECT
 

    
INTO
 
l_str_coll

    
FROM
 
employees
 
t
;

END
;

```

#### Выполнение операций DML
Операции DML, как правило, выполняются точно так же, как и в SQL:
```
DECLARE

BEGIN

    
UPDATE
 
employees
 
SET
 
hire_date
 
=
 
SYSDATE
 
WHERE
 
id
 
!=
 
1
;

    
INSERT
 
INTO
 
employees
 
(
name
,
 
city
)
 
VALUES
 
(
'SMITH'
,
 
'Тикси'
);

    
COMMIT
;

END
;

```

### Динамический SQL

#### Динамические запросы
Для большей гибкости часто статические запросы заменяются запросами, формируемыми динамически. Недостаток динамического SQL в том, что динамические запросы, разумеется, не могут быть проверены на этапе компиляции. Если, например, используемой в запросе таблицы не существует, то при выполнении операции OPEN возникнет исключение.
Классическая задача, требующая применения динамического конструирования SQL-запросов, — отчёты в интерфейсах, где пользователь может выбрать разные условия, по которым следует сформировать отчёт.
Ниже приведён анонимный блок кода, который в зависимости от некоего условия запрашивает имя сотрудника либо по ключу, либо по городу.
```
DECLARE

    
TYPE
 
GenericCursor
 
IS
 
REF
 
CURSOR
;

    
c1
 
GenericCursor
;

    
sel
 
VARCHAR2
(
4000
);

    
bind_var
 
VARCHAR2
(
200
);

    
result
 
VARCHAR2
(
200
);

BEGIN

    
sel
 
:
=
 
'SELECT name FROM employees WHERE 1 = 1'
;

    
IF
 
...
 
THEN

        
sel
 
:
=
 
sel
 
||
 
' AND id = :1'
;

        
bind_var
 
:
=
 
12
;

    
ELSE

        
sel
 
:
=
 
sel
 
||
 
' AND city = :1'
;

        
bind_var
 
:
=
 
'Магадан'
;

    
END
 
IF
;

    
OPEN
 
c1
 
FOR
 
sel
 
USING
 
bind_var
;

        
FETCH
 
c1
 
INTO
 
result
;

    
CLOSE
 
c1
;

END
;

```

#### Динамические DML- и DDL-операции
Динамические операции DML и DDL выполняются с помощью оператора EXECUTE IMMEDIATE.
```
DECLARE

BEGIN

    
EXECUTE
 
IMMEDIATE
 
'DELETE FROM employees'
;

    
EXECUTE
 
IMMEDIATE
 
'DROP TABLE employees'
;

    
-- COMMIT или ROLLBACK не нужен, потому что DDL-операция завершила транзакцию

END
;

```

Допускается использование связанных переменных, их значения также указываются в предложении USING.